# Ștefan al II-lea al Ungariei
Ștefan al II-lea al Ungariei (în maghiară II István; croată Stjepan II; slovacă Štefan II; n. 1101, Székesfehérvár, Țările Coroanei Sfântului Ștefan, Austro-Ungaria – d. 1 martie 1131, Székesfehérvár, Țările Coroanei Sfântului Ștefan, Austro-Ungaria) a fost rege al Ungariei, Dalmației și Croației din Dinastia Arpadiană, care a domnit din 1116 până în 1131. A fost fiul și succesorul regelui Coloman I al Ungariei.

## Biografie
Tatăl său, regele Coloman I, l-a încoronat când era un copil, negând astfel coroana unchiului său Álmos. În primul an al domniei sale, Veneția a ocupat Dalmația și Ștefan nu și-a refăcut niciodată domnia în acea provincie. Domnia sa a fost caracterizată de războaie frecvente cu țările vecine.
În timpul domniei sale, Ungaria a purtat războaie cu Ducatul Boemiei (1116–1123), cu principatele ruse și cu Imperiul Bizantin (1127–1129).
În Războiul Bizantino–Maghiar, armata maghiară a cucerit Belgradul și a început să fortifice cetatea Zemun. Maghiarii au ajuns cu ușurință până la Niș și Sofia și parțial și mai departe, până la Filipopolis (Plovdiv, Bulgaria). Împăratul bizantin Ioan al II-lea Comnenul s-a grăbit să contraatace. Combinând un atac pe uscat și apă, el a trimis o flotă puternică de-a lungul Dunării. I-a împins pe unguri din Balcani și i-a învins. În acest război, a existat și o răscoală a sârbilor, care au recunoscut anterior puterea supremă greacă. Un reprezentant al Bizanțului se afla în capitala sârbă, Ras. Sârbii au început răscoala, instigată probabil de maghiari. Reprezentantul grec a fugit la Constantinopol. Împăratul însuși i-a atacat pe sârbi, probabil după campania de pe Dunăre și i-a supus. A mutat chiar și anumiți prizonieri la Nicomedia. În acea perioadă, marele prinț Uroș I Vukanović se afla în Raška. În timpul lui Uroș, relațiile dintre sârbi și maghiari au fost destul de cordiale. Ștefan al II-lea a promis coroana verișorului său, Béla al II-lea al Ungariei și a aranjat căsătoria lui Bela cu o prințesă sârbă, Elena Vukanović, fiica lui Uroș I Vukanović, cu puțin timp înainte de moartea sa (1 martie 1131). Cu toate acestea, Ștefan al II-lea îl desemnase și pe Saul, nepotul său de soră, ca succesor în 1126. 
Ștefan al II-lea a fost căsătorit de două ori, prima dată cu Cristiana de Capua, dar nu au avut copii și a divorțat de regina Cristiana înainte de anul 1121 când s-a recăsătorit cu Adelaide de Riedenburg.  Cu toate acestea, din a doua sa căsătorie tot nu au rezultat copii.
Cronica Iluminată povestește că Ștefan i-a favorizat pe „Comani”, identificați ca pecenegi sau cumani de către istorici, care au ajuns în Ungaria în anii 1120. În ultimii săi ani, el a tolerat chiar crimele pe care aceștia le-au comis față de supușii săi, provocând o revoltă. Înainte de moartea sa, Ștefan „a dat la o parte însemnele regale și s-ar fi călugărit...” După o lungă boală, a murit de dizenterie la abia treizeci de ani. 
Conform dorinței sale, a fost înmormântat la Oradea, în Bazilica romano-catolică din Oradea, lângă Ladislau I al Ungariei.
După moartea lui Ștefan, Béla al II-lea a urcat pe tron, dar a trebuit să lupte pentru putere cu Boris Kalamanos, presupusul fiu al lui Coloman, care a încercat să ia coroana cu ajutor militar din partea țărilor vecine.

### Primare
- Cosmas of Prague: The Chronicle of the Czechs (Translated with an introduction and notes by Lisa Wolverton) (2009). The Catholic University of America Press. ISBN: 978-0-8132-1570-9.
- Deeds of John and Manuel Comnenus by John Kinnamos (Translated by Charles M. Brand) (1976). Columbia University Press. ISBN: 0-231-04080-6.
- O City of Byzantium, Annals of Niketas Choniatēs (Translated by Harry J. Magoulias) (1984). Wayne State University Press. ISBN: 978-0-8143-1764-8.
- The Hungarian Illuminated Chronicle: Chronica de Gestis Hungarorum (Edited by Dezső Dercsényi) (1970). Corvina, Taplinger Publishing. ISBN: 0-8008-4015-1.

### Secundare
- Bartl, Július; Čičaj, Viliam; Kohútova, Mária; Letz, Róbert; Segeš, Vladimír; Škvarna, Dušan (2002). Slovak History: Chronology & Lexicon. Bolchazy-Carducci Publishers, Slovenské Pedegogické Nakladatel'stvo. ISBN 0-86516-444-4.
- Engel, Pál (2001). The Realm of St Stephen: A History of Medieval Hungary, 895–1526. I.B. Tauris Publishers. ISBN 1-86064-061-3.
- Fine, John V. A (1991). The Early Medieval Balkans: A Critical Survey from the Sixth to the Late Twelfth century. The University of Michigan Press. ISBN 0-472-08149-7.
- Font, Márta (2001). Koloman the Learned, King of Hungary (Supervised by Gyula Kristó, Translated by Monika Miklán). Márta Font (supported by the Publication Commission of the Faculty of Humanities of the University of Pécs). ISBN 963-482-521-4.
- Kontler, László (1999). Millennium in Central Europe: A History of Hungary. Atlantisz Publishing House. ISBN 963-9165-37-9.
- Kristó, Gyula; Makk, Ferenc (1996). Az Árpád-ház uralkodói [=Rulers of the House of Árpád] (în maghiară). I.P.C. Könyvek. ISBN 963-7930-97-3.
- Makk, Ferenc (1989). The Árpáds and the Comneni: Political Relations between Hungary and Byzantium in the 12th century (Translated by György Novák). Akadémiai Kiadó. ISBN 963-05-5268-X.
- Norwich, John Julius (1992). The Normans in Sicily. Penguin Books. ISBN 978-0-14-015212-8.
- Spinei, Victor (2003). The Great Migrations in the East and South East of Europe from the Ninth to the Thirteenth Century (Translated by Dana Badulescu). ISBN 973-85894-5-2.
- Stephenson, Paul (2000). Byzantium's Balkan Frontier: A Political Study of the Northern Balkans, 900–1204. Cambridge University Press. ISBN 978-0-521-02756-4.
- Treadgold, Warren (1997). A History of the Byzantine State and Society. Stanford University Press. ISBN 0-8047-2630-2.
- Wiszewski, Przemysław (2010). Domus Bolezlai: Values and Social Identity in Dynastic Traditions of Medieval Poland (c. 966–1138). Brill. ISBN 978-90-04-18142-7.

## Vezi și
- Războiul Bizantino–Maghiar (1127–1129)